# Leonardo Bertagnolli
Pour les articles homonymes, voir Bertagnolli.
Leonardo Bertagnolli (né le 8 janvier 1978 à Trente, dans le Trentin-Haut-Adige) est un coureur cycliste italien, professionnel entre 2002 et 2012. Il annonce sa retraite sportive après avoir participé aux championnats nationaux italiens en juin 2012. Il apparaît par la suite que l'Union Cycliste Internationale avait lancé des procédures disciplinaires à son encontre, à la lumière d'une violation présumée de son passeport biologique. Il est suspendu pour une durée de deux ans et dix mois et tous ses résultats obtenus du 1er janvier 2003 au 18 mai 2011 sont annulés. Ses succès sur les nombreuses semi-classiques italiennes et la Classique de Saint-Sébastien en 2007, ainsi que ses victoires d'étapes sur le Tour d'Italie en 2009 et le Tour d'Espagne en 2005, lui sont donc retirés. 

## Biographie
Leonardo Bertagnolli commence sa carrière professionnelle en 2002 dans l'équipe Saeco. Dès sa première saison, il s'affirme comme un puncheur prometteur, et obtient de nombreux accessits sur des courses d'un jour. Il termine notamment deuxième du Grand Prix de la Forêt-Noire derrière  Jørgen Bo Petersen et quatrième du Grand Prix de la ville de Rio Saliceto et Correggio. Il participe également pour la première fois au Tour d'Espagne. 
La saison 2003 voit Bertagnolli confirmer ses dispositions pour les courses d'un jour. Il termine ainsi 3e du Grand Prix de la Forêt Noire, mais aussi 5e de la Klasika Primavera et 9e du Tour du Latium. Bertagnolli s'illustre cependant aussi sur les courses par étapes les plus escarpées. Il prend ainsi la 4e place du Tour du Trentin, en avril, ce qui lui permet de participer pour la première fois au Tour d'Italie, qu'il termine 25e. La même année, il prend la 5e place du Tour d'Autriche, et prend part à son premier Tour de France, qu'il abandonne au cours de la 15e étape menant à Luz-Ardiden. C'est lors de cette saison qu'il rencontre le médecin Filippo Manelli (suspendu à vie en décembre 2012), le confrère du sulfureux docteur Michele Ferrari, qui lui conseille de prendre de l'EPO.
2004 voit Bertagnolli remporter ses premières victoires sur les semi-classiques italiennes. Dès le début de la saison, il termine deuxième du Grand Prix de Chiasso derrière son compagnon d'échappée Franco Pellizotti, puis remporte le Trophée de l'Etna en devançant au sprint Kyrylo Pospyeyev et Marlon Alirio Pérez Arango. Après un Tour d'Italie peu fructueux (37e), Bertagnolli participe en août aux courses d'un jour italiennes, et remporte la Coppa Agostoni et la Coppa Placci. Ces deux victoires, et ses quatrièmes places au Trofeo Melinda et au Tour d'Émilie, lui valent de participer pour la première fois aux Championnats du monde, dont il prend la 23e place. 
En 2005, Bertagnolli quitte Saeco pour l'équipe française Cofidis. Sa saison est marquée par une forme irrégulière, due à des problèmes de thyroïde. Il se tourne pour la première fois vers les courses de niveau Pro Tour, et termine notamment 13e de Tirreno-Adriatico, 18e de la Flèche wallonne et 22e de Liège-Bastogne-Liège. Après avoir abandonné lors de la 13e étape du Tour d'Italie, il revient à partir du mois de juillet, et remporte deux victoires d'étapes, sur le Tour du Limousin, qu'il termine troisième, puis sur la 2e étape du Tour d'Espagne. À la même période, il termine 9e de la Classique de Saint-Sébastien, sa première place dans les dix premiers d'une classique. 
En 2006, Bertagnolli obtient de nombreuses places d'honneur dès le début de saison, terminant notamment 3e du Grand Prix de Chiasso derrière Remmert Wielinga et Davide Rebellin, et remporte dès le mois de février le Tour du Haut-Var. Peu après, il gagne la 6e étape de Tirreno-Adriatico, dont il prend la 6e place finale. 13e du Tour du Pays basque en avril, il apparaît moins en forme sur les classiques ardennaises, où il termine chaque fois au-delà de la 25e place. Peu en vue en fin de saison malgré sa 10e place sur le Tour de Pologne, Bertagnolli quitte alors Cofidis pour Liquigas. 
Au sein de cette nouvelle équipe, Bertagnolli connaît un début d'année difficile, marqué par un arrêt d'un mois en avril pour arythmie cardiaque. Il marque cependant son retour au meilleur niveau en remportant le 4 août 2007 une des plus importantes victoires de sa carrière, la Classique de Saint-Sébastien, battant au sprint son compagnon d'échappée, Juan Manuel Gárate. Dans les semaines qui suivent, il prend la 4e place du Tour d'Allemagne, puis la 22e du Tour d'Espagne, sa meilleure sur un Grand Tour, et remporte le Mémorial Cimurri. 
En 2008, Bertagnolli réalise un début de saison décevant, malgré une victoire obtenue sur l'Intaka Tech Worlds View Challenge 2, une course sud-africaine nouvellement créée. Il abandonne ainsi successivement Paris-Nice et le Tour du Pays basque 2008, et ne se distingue pas sur les classiques ardennaises. Il renoue avec la victoire au mois d'août, remportant le GP Città di Camaiore, le Trofeo Melinda et une étape du Tour d'Allemagne en seulement trois semaines. Au cours de la même période, il prend la deuxième place des Trois vallées varésines, derrière Francesco Ginanni et de la Coppa Agostoni, battu par Linus Gerdemann. Durant cette saison, il présente, lors de contrôles internes, des valeurs sanguines anormales et l'équipe Liquigas décide de ne pas renouveler son contrat. 
Bertagnolli commence l'année 2009 avec l'équipe Amica Chips-Knauf, mais cette dernière n'étant pas sélectionnée pour le Tour d'Italie et faisant face à des difficultés financières, il la quitte le 5 mai pour prendre part au Giro, qui débute le 9, avec l'équipe Serramenti PVC Diquigiovanni - Androni Giocattoli. Il y remporte la 15e étape, à Faenza, en solitaire, après une longue échappée d'nue douzaine de coureurs, bénéficiant de la stratégie de la Cervélo, qui fait se relever son dernier adversaire, Serge Pauwels. Il obtient ensuite à nouveau de nombreux podiums sur les semi-classiques estivales, notamment le Tour des Apennins et le GP Città di Camaiore, tous deux remportés par Vincenzo Nibali, et la Coppa Sabatini, en octobre. Bertagnolli remporte néanmoins une deuxième victoire cette année-là, sur l'arrivée en côte de la 2e étape du Brixia Tour, et termine 11e du Tour de Lombardie, sa meilleure performance sur cette course.
Fin septembre 2010, il s'engage avec la formation Lampre-ISD
Il est suspendu le 27 juin 2012 par l'Union cycliste internationale pour des paramètres anormaux dans son passeport biologique en 2008 et 2009. Dans la foulée, il annonce que les championnats d'Italie, disputés quelques jours plus tôt, sont l'ultime compétition de sa carrière. Tous ses résultats obtenus du 1er janvier 2003 au 18 mai 2011 sont annulés et il est suspendu 17 mois, soit la moitié du tarif requis à la suite de sa coopération avec les autorités.
Fin 2014, La Gazzetta dello Sport révèle qu'il fait partie des clients du controversé médecin italien Michele Ferrari. En mai 2011, il avait déjà reconnu auprès des enquêteurs (chargés de l'enquête antidopage qui s'articule autour des activités de Michele Ferrari) qu'en 2007, son équipe Liquigas l'avait autorisé à collaborer avec le médecin pour des problèmes de thyroïde. Il précise que c'était également le cas pour d'autres coureurs de l'équipe,.
Après cette affaire de dopage, Bertagnolli qui a coopéré avec les enquêteurs a trouvé un emploi hors du monde cycliste.

## Palmarès
- 2000
  - 3e du Tour d'Émilie amateurs
- 2001
  - Coppa Caduti di Reda
- 2002
  - 2e du Grand Prix de la Forêt-Noire
  - 2e du Giro del Medio Brenta

## Résultats sur les grands tours
Tous ses résultats obtenus entre 2003 et 2011 ont été annulés par l'UCI.

### Tour de France
2 participations
- 2003 : abandon (15e étape)
- 2011 : abandon (18e étape)

### Tour d'Italie
6 participations
- 2003 : 25e
- 2004 : 37e
- 2005 : abandon (13e étape)
- 2006 : abandon (4e étape)
- 2009 : 46e, vainqueur de la 15e étape
- 2010 : non partant (16e étape)

### Tour d'Espagne
3 participations
- 2002 : 106e
- 2005 : abandon (15e étape), vainqueur de la 2e étape
- 2007 : 22e

## Classements mondiaux
| Année                  | 2005 | 2006 | 2007 | 2008 | 2009 | 2010 |
| ---------------------- | ---- | ---- | ---- | ---- | ---- | ---- |
| Classement ProTour     | 135e | 90e  | 29e  | 100e |      |      |
| Calendrier mondial UCI |      |      |      |      | 138e | 235e |
| UCI Europe Tour        |      |      |      |      | 33e  | 15e  |